# Shingo Mimura
Shingo Mimura (三村 申吾, Mimura Shingo), est un homme politique japonais, né dans le bourg de Momoishi (qui fait aujourd'hui partie de la ville d'Oirase) dans la préfecture d'Aomori le 29 juin 1956. Il est gouverneur d'Aomori depuis 2003. 

## Études et carrière professionnelle
Il réalise sa scolarité dans les établissements publics d'abord de son bourg natal de Momoishi pour le primaire et le secondaire de premier cycle (collège) de 1963 à 1972, puis au lycée préfectoral de Hachinohe de 1972 à 1977. 
Il entre ensuite à la faculté de littérature de l'université de Tokyo dont il sort diplômé en mars 1981. Immédiatement engagé par la maison d'édition Shinchōsha à Shinjuku (Tōkyō), il devient l'éditeur de Hitomi Yamaguchi, Hiroshi Hatayama ou Kenjō Tsunabuchi. En 1987, il quitte Shinchōsha pour revenir à Momoishi et y intégrer l'entreprise familiale dont il reprend la direction, son père, Giin Mimura, ayant décidé de se lancer dans la politique régionale en étant élu cette année-là à l'Assemblée préfectorale d'Aomori sous les couleurs du parti centriste d'inspiration bouddhiste Kōmeitō (il est d'ailleurs toujours membre de cette assemblée aujourd'hui, ayant été élu à six reprises).

## Carrière politique

### Maire de Momoishi
Il est élu maire du bourg (町長, Machi-chō) de Momoishi en 1992, à 35 ans, ce qui en fait l'un des plus jeunes chefs d'exécutifs locaux au Japon à l'époque. Il s'intéresse essentiellement à l'éducation en lançant notamment les programmes « Je veux raconter mes 15 printemps » (15の春と語りたい, jugo-no-shun to kataritai) qui installe des ateliers littéraires dans les trois niveaux du collège et « Série : Travail adoré » (シリーズ・仕事大好き, Shirisu - shigoto daisuki) qui met en place des cours de technologie dans les écoles élémentaires. Il généralise aussi le système d'assistance sociale.   

### Député
Remarqué par le représentant à la Diète de la circonscription de Hachinohe et ancien ministre de l'agriculture (de 1991 à 1993) Masami Tanabu, il démissionne de son mandat de maire et est investi par le parti de ce dernier, le Shinshintō (centre droit), alors principale force d'opposition à la majorité emmenée par le PLD (droite), comme candidat dans le nouveau second district électoral d'Aomori (le tiers nord-est de la préfecture) aux élections législatives du 8 octobre 1996. Devancé de seulement 765 voix par son adversaire libéral démocrate Akinori Eto, il arrive en seconde position avec 41,4 % des suffrages exprimés. De nouveau candidat au scrutin suivant, le 25 juin 2000, désormais sous l'étiquette du « Club des Indépendants » (無所属の会, Mushozoku-no-kai), petit parti de centre droit que son mentor Masami Tanabu a contribué à créer avec d'autres anciens membres du Shinshintō en 1998, il est cette fois-ci élu face à Akinori Eto (46,9 % contre 43,3 % à Eto). 
Bien que siégeant comme non-inscrit à la Chambre des représentants, il soutient à partir de 2001 le Premier ministre réformateur Jun'ichirō Koizumi. 

### Gouverneur d'Aomori
Le 16 mai 2003, alors qu'il vient tout juste d'être réélu en janvier, le gouverneur d'Aomori Morio Kimura, en place depuis 1995, est forcé de démissionner après avoir perdu le soutien de sa majorité (PLD-Kōmeitō) du fait d'un scandale sexuel. Shingo Mimura décide de se porter candidat à sa succession et reçoit le soutien du PLD et de ses partenaires au sein de la coalition gouvernementale de centre droit au pouvoir sur le plan national, le Kōmeitō et le Nouveau Parti conservateur. Son principal rival, l'universitaire Hokuto Yokoyama, déjà arrivé second au scrutin de janvier contre Kimura, est quant-à-lui investi par l'ensemble des forces d'opposition non communistes : le PDJ, le Parti libéral, le PSD et même le « Club des Indépendants » auquel Mimura appartenait pourtant jusqu'alors. Il fait campagne en appelant à plus de rigueur dans les réformes financières et sur le thème de la promotion de l'emploi. 
Le jour du scrutin le 29 juin 2003, il est élu après une bataille serrée avec 48,3 % des suffrages exprimés contre 45 % à Yokoyama, 20 000 voix séparant les deux hommes, la participation s'établissant à 52,46 % des inscrits. Il entre officiellement en fonction le 1er juillet suivant. À 47 ans, il est le benjamin des gouverneurs de l'époque, tandis que la préfecture se retrouve dans la situation particulière où deux membres de la même famille se retrouvent en même temps à la tête de l'exécutif et dans l'organe législatif régional (le père de Shingo Mimura, Giin, est toujours membre de l'assemblée préfectorale). 
Sa devise est alors : « Une société qui crée de bonnes conditions de vies », et s'appuie ainsi sur un « Plan pour la création de bonnes conditions de vie » adopté en 2004 comprenant un programme d'évaluation des performances des politiques publiques. Il se présente surtout comme un défenseur de l'économie locale, en particulier de l'agriculture locale et notamment celle de la pomme (de la variété Fuji), la préfecture étant la première productrice de ce fruit au Japon. À ce titre, il milite fortement auprès du gouvernement central pour maintenir des limitations à l'importation de fruits américains et de fortes mesures phytosanitaires aux frontières pour éviter le développement dans l'archipel du feu bactérien,.  
Il apporte son soutien à l'énergie nucléaire qui est devenue l'un des principaux secteurs économique et pourvoyeurs d'emploi de la préfecture depuis la décision en 1993 d'installer l'Usine de retraitement de combustible nucléaire usé de la Japan Nuclear Fuel Ltd (JNFL) dans le site nucléaire de Rokkasho, fortement critiquée par les mouvements écologiques (notamment Greenpeace), des personnalités (à l'instar du musicien, compositeur, producteur et acteur Ryūichi Sakamoto qui lance en 2006 la campagne internationale « Stop Rokkasho »). Il soumet toutefois le développement de cette industrie à la nécessité d'établir des règles strictes de sécurité. Le 22 novembre 2004, Shingo Mimura signe avec les représentants de la JNFL et le maire de Rokkasho un Accord de sûreté préalable aux expérimentations sur l'uranium, et autorise le 29 mars 2006 le lancement des premiers tests de traitement de déchets nucléaires produits par des centrales japonaises (tests qui se terminent en août 2007, permettant le lancement commercial de l'usine pour une pleine production prévue pour 2011),. De plus, le 14 avril 2005, il accepte la requête de la JNFL de construire une usine de production de combustible MOX toujours à Rokkasho, ce qui permet à la préfecture d'obtenir 980 millions de yens (9 millions de dollars américains) en subventions supplémentaires du gouvernement central par an et sur une durée de deux ans à partir de 2006. Il soutient également avec force l'installation du projet de réacteur expérimental thermonucléaire international ITER à Rokkasho, déclarant le 8 décembre 2004 : « Je crois que cela aurait une signification internationale que d'accueillir l'ITER en Asie, dont la population et l'économie ont connu une forte expansion », et obtient finalement, en échange du choix de Cadarache en France en juillet 2005, la mise en place d'un centre de recherche lié à ITER dans la préfecture.
Le 17 mai 2007, il se présente à sa propre succession, toujours avec le soutien du PLD et le Kōmeitō, en vue de l'élection du 3 juin : n'ayant pas cette fois-ci d'adversaire investi par le PDJ face à lui, il n'est confronté qu'au leader du Parti communiste local et à une militante anti-nucléaire et l'emporte avec une nette avance puisqu'il obtient 79,3 % des voix lors d'un scrutin marqué par son faible enjeu et donc sa faible participation (38,45 % seulement). Il en est de même lors de l'élection suivante du 5 juin 2011, l'emportant largement, avec les mêmes soutiens, réunissant sur son nom 74,53 % des suffrages face à deux candidats anti-nucléaires (Mimura était ainsi le seul à militer pour continuer la politique de développement de l'industrie nucléaire civile dans la préfecture, après une vérification de la sécurité des centrales existantes dans un contexte marqué par l'accident nucléaire de Fukushima) : Takashi Yamauchi (investi par les deux partis au pouvoir sur la scène nationale, à savoir le PDJ et le NPP) arrivé deuxième avec 17,79 %, le communiste Yō Yoshimata fermant la marche avec 7,68 %. La participation est alors légèrement plus élevée que quatre ans auparavant (41,52 %).